# Tennis op de Olympische Zomerspelen 2024
Tennis was een van de olympische sporten die beoefend werden tijdens de Olympische Zomerspelen 2024 in Parijs.
Tennis op de Olympische Zomerspelen omvatte vijf onderdelen. De vijf toernooien vonden van 27 juli tot en met 4 augustus 2024 plaats op de gravelbanen van het Stade Roland-Garros in Parijs.

## Wedstrijden

### Opzet
- Alle wedstrijden duurden maximaal drie sets.
- De derde set in het dubbelspel werd vervangen door een match-tiebreak.
- De twee verliezers uit de halve finales speelden tegen elkaar om het brons.
- In tegenstelling tot de normale tennistoernooien was er geen prijzengeld te verdienen.
- Er waren geen punten te verdienen voor de wereldranglijsten van de ATP en WTA.

### Kwalificatie
Aan het tennistoernooi mochten per land maximaal zes mannen en zes vrouwen deelnemen: maximaal vier in beide enkelspelen, twee koppels in beide dubbelspelen en een koppel in het gemengd dubbelspel. Door overlappende deelname in totaal maximaal twaalf spelers (m/v).

## Toernooikalender
| Parijs             | juli 2024 | juli 2024 | juli 2024 | juli 2024   | juli 2024    | augustus 2024 | augustus 2024            | augustus 2024  | augustus 2024            |
| Parijs             | zat 27    | zon 28    | maa 29    | din 30      | woe 31       | don 1         | vrĳ 2                    | zat 3          | zon 4                    |
| ------------------ | --------- | --------- | --------- | ----------- | ------------ | ------------- | ------------------------ | -------------- | ------------------------ |
| vrouwenenkelspel   | 1e ronde  | 1e ronde  | 2e ronde  | 3e ronde    | kwartfinale  | halve finale  | bronzen finale           | gouden finale  |                          |
| vrouwendubbelspel  | 1e ronde  | 1e ronde  | 2e ronde  | 2e ronde    | kwartfinale  | halve finale  |                          |                | bronzen en gouden finale |
| mannenenkelspel    | 1e ronde  | 1e ronde  | 2e ronde  | 2e ronde    | 3e ronde     | kwartfinale   | halve finale             | bronzen finale | gouden finale            |
| mannendubbelspel   | 1e ronde  | 1e ronde  | 2e ronde  | kwartfinale | halve finale |               | bronzen finale           | gouden finale  |                          |
| gemengd dubbelspel |           |           | 1e ronde  | 1e ronde    | kwartfinale  | halve finale  | bronzen en gouden finale |                |                          |

## Medailles

### Medaillewinnaars
| Onderdeel          | Goud | Goud                            | Zilver | Zilver                         | Brons | Brons                                    |
| ------------------ | ---- | ------------------------------- | ------ | ------------------------------ | ----- | ---------------------------------------- |
| mannenenkelspel    | SRB  | Novak Djokovic                  | ESP    | Carlos Alcaraz                 | ITA   | Lorenzo Musetti                          |
| mannendubbelspel   | AUS  | Matthew Ebden John Peers        | USA    | Austin Krajicek Rajeev Ram     | USA   | Taylor Fritz Tommy Paul                  |
| vrouwenenkelspel   | CHN  | Zheng Qinwen                    | CRO    | Donna Vekić                    | POL   | Iga Świątek                              |
| vrouwendubbelspel  | ITA  | Sara Errani Jasmine Paolini     | AIN    | Mirra Andrejeva Diana Sjnajder | ESP   | Cristina Bucșa Sara Sorribes Tormo       |
| gemengd dubbelspel | CZE  | Kateřina Siniaková Tomáš Macháč | CHN    | Wang Xinyu Zhang Zhizhen       | CAN   | Gabriela Dabrowski Félix Auger-Aliassime |

### Medaillespiegel

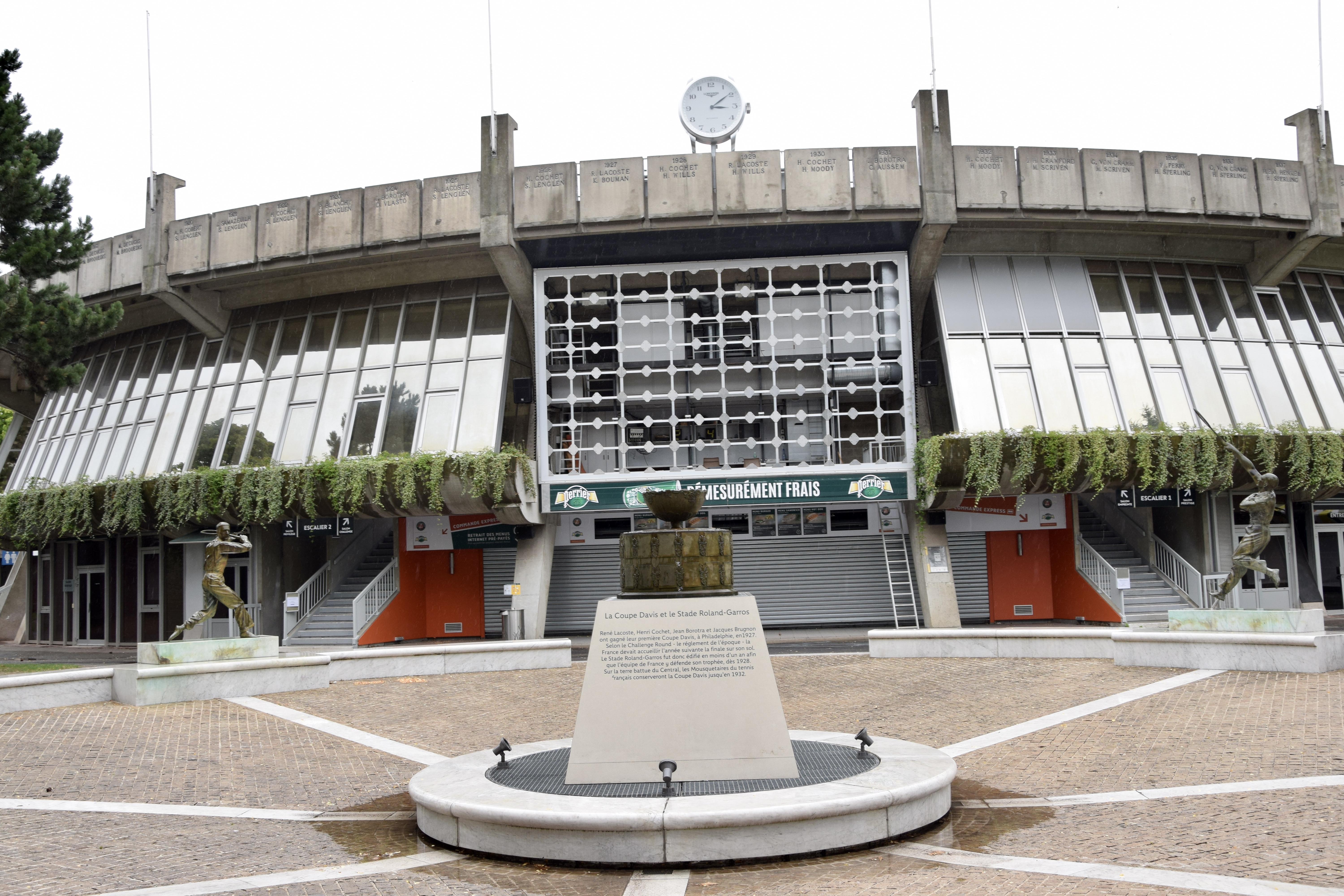
Stade Roland-Garros

| Plaats | Land             | NOC    | Goud | Zilver | Brons | Totaal |
| ------ | ---------------- | ------ | ---- | ------ | ----- | ------ |
| 1      | China            | CHN    | 1    | 1      | 0     | 2      |
| 2      | Italië           | ITA    | 1    | 0      | 1     | 2      |
| 3      | Australië        | AUS    | 1    | 0      | 0     | 1      |
| 3      | Tsjechië         | CZE    | 1    | 0      | 0     | 1      |
| 3      | Servië           | SRB    | 1    | 0      | 0     | 1      |
| 6      | Spanje           | ESP    | 0    | 1      | 1     | 2      |
| 6      | Verenigde Staten | USA    | 0    | 1      | 1     | 2      |
| 8      | Kroatië          | CRO    | 0    | 1      | 0     | 1      |
| 9      | Canada           | CAN    | 0    | 0      | 1     | 1      |
| 9      | Polen            | POL    | 0    | 0      | 1     | 1      |
| Totaal | Totaal           | Totaal | 5    | 4      | 5     | 14     |